# Суетово
 Суетово — деревня в Смоленской области России, в Ярцевском районе. Расположена в центральной части области в 16 км к востоку от районного центра, возле автодороги М1 «Беларусь». В 1,5 километрах к югу находится железнодорожная станция Свищёво на линии Москва-Минск.
Население — 886 жителей (2007 год).
Центр Суетовского сельского поселения.

## История
До 1917 года деревня была центром Суетовской волости. В начале октября 1941 года Суетово было оккупировано немецкими войсками, а уже через месяц в деревне начала антигитлеровскую деятельность молодёжная подпольная группа. В августе 1943 года на территории Суетовского сельсовета шли ожесточённые кровопролитные бои по освобождению территории от немецких оккупантов. Местная школа ведёт работу по восстановлению событий того времени. Открыт музей, посвящённый освобождению от немецкой оккупации. В середине 80-х годов на месте событий у деревни на Пятницкой горе был установлен памятный знак с именами бойцов и командиров, проявивших особое мужество, отвагу и несгибаемую волю к Победе.

## Достопримечательности
- Краеведческий музей
- Храм Святителя Николая[2]